# Sleep and Poetry
Sleep and Poetry est un sonnet écrit en 1816 par le poète romantique anglais John Keats.

## Contexte
Après le premier succès On First Looking into Chapman's Homer, un sonnet consacré à la traduction d'Homère, paraît un recueil comprenant I stood tip-toe (« Je me tenais sur la pointe des pieds ») et Sleep and Poetry (« Sommeil et poésie »), tous les deux portant l'influence de Leigh Hunt. Lors des séjours de Keats dans le cottage de Hunt, un petit lit est ouvert pour lui dans la bibliothèque et c'est là que les deux sonnets sont écrits. Il est commencé tard un soir à écrire Sleep and Poetry. John Hamilton Reynolds est le seul à leur consacrer un compte rendu favorable dans The Champion, mais Charles Cowden Clarke déclare que, vu son succès, « à la rigueur, le livre aurait eu une chance à Tombouctou ». Les éditeurs de Keats, Charles et James Ollier, ont honte de cet échec et d'après Andrew Motion, prient le poète de changer d'éditeur.

## Analyse
Il est souvent cité comme un exemple clair de la poésie centrée sur la nature propre de Keats, mais il contient des lignes qui posent un problème de lecture simpliste, tel que : « First the realm I'll pass/Of Flora, and old Pan ... I must pass them for a nobler life,/Where I may find the agonies, the strife /Of human hearts ». Sur le plan personnel, Keats espère vivre assez longtemps pour émuler la gloire de Shakespeare et de Milton : il se donne une décennie pour lire, apprendre, comprendre et surpasser ses prédécesseurs.
En outre, Keats défend ses débuts de sujet "centré sur la réalité", qui rappelle la tradition poétique classique de Homère et de Virgile. Keats lance une attaque contre Alexander Pope et beaucoup de ses confrères de la poésie romantique en minimisant le commencement de leur poésie dans l'imaginaire Keats : « with a puling infant's force/They sway'd about upon a rocking horse,/And thought it Pégase.  Ah dismal soul'd! » (185-7). Bien que les vers sont composés en rimes simples, le retournement progressif vers l'intériorité constitue les prémices de la poésie postérieure de Keats.

## Extrait du texte
| Sleep and Poetry WHAT is more gentle than a wind in summer? What is more soothing than the pretty hummer That stays one moment in an open flower, And buzzes cheerily from bower to bower? What is more tranquil than a musk-rose blowing In a green island, far from all men’s knowing? More healthful than the leafiness of dales? More secret than a nest of nightingales? More serene than Cordelia’s countenance? More full of visions than a high romance? What, but thee Sleep? Soft closer of our eyes! Low murmurer of tender lullabies! Light hoverer around our happy pillows! Wreather of poppy buds, and weeping willows! Silent entangler of a beauty’s tresses! Most happy listener! when the morning blesses Thee for enlivening all the cheerful eyes That glance so brightly at the new sun-rise. | Sommeil et poésie Quoi de plus doux qu'une brise d'été ? De plus apaisant que le beau bourdonnement Qui s'attarde sur une fleur épanouie, Et joyeusement butine de charmille en charmille ? Quoi de plus tranquille qu'une rose musquée qui s'ouvre Sur une île de verdure, dans l'oubli de tous les hommes ? Plus bienfaisant que les vallons enrubannés de feuillages ? Plus secret qu'un nid de rossignols ? Plus serein que le visage de Cornelia ? Plus riche en visions qu'une romance ? Toi doux sommeil, qui ferme nos paupières ! Tendre chuchoteur de douces berceuses ! Visiteur aérien de nos heureux oreillers ! Tisserant des guirlandes de pavots et de saules pleureurs ! Silencieux artisan des tresses nouées d'une beauté ! Heureux témoin des louanges que te décerne le frais matin, Pour avoir illuminé les yeux d'une nouvelle gaieté, Le regard posé sur le soleil qui à nouveau se lève. |